# Pseudoleskeopsis artariae
Pseudoleskeopsis artariae är en bladmossart som beskrevs av Thériot 1929. Pseudoleskeopsis artariae ingår i släktet Pseudoleskeopsis och familjen Leskeaceae. Inga underarter finns listade i Catalogue of Life.